# NGC 6017
NGC 6017 (również PGC 56475 lub UGC 10098) – galaktyka soczewkowata (SA0), znajdująca się w gwiazdozbiorze Węża. Odkrył ją John Herschel 9 maja 1828 roku.